# Chlosyne greyi
Chlosyne greyi är en fjärilsart som beskrevs av William D. Field 1934. Chlosyne greyi ingår i släktet Chlosyne och familjen praktfjärilar. Inga underarter finns listade i Catalogue of Life.